# Jeongmoon Choi
Jeongmoon Choi (Seül, 1966) és una artista i professora universitària coreana. Llicenciada en belles arts pel Col·legi de Belles Arts de la Universitat de Sungshin (Corea del Sud, 1988), màster en belles arts (1990) i professora adjunta a la Universitat de Sungshin (1994-1995). El 1995 es trasllada a Alemanya, on continua els seus estudis de belles arts a Kassel i es gradua el 2001. El que fa rellevant la seva obra és la relació entre material i efecte, relació que s'explicita en obres com Drawing in Space (2015). La seva obra s'ha exposat a diferents galeries i institucions de tot el món. Entre les seves exposicions destaquen: «Rapid Rabbit– Beschleunigte Bildwelten» (Frise Künstlerhaus Hamburg, 2011) i «Explorer« (Karst Project, Plymouth, 2013). Ha participat en les mostres col·lectives «Els 14 independents» (Museu Nacional d'Art Modern, Kwachun, Corea del Sud,1988); «Impuls– Voluntat» (Galeria Chung Nam, Seül, 1989); «Exposició d'art al carrer Arirang» (Parc Olímpic de Seül, 1989); «Dibuixos anònims #9» (Kunstraum Kreuzberg /Bethanien, Berlín, 2012) i «Red Never Follows» (Saatchi Gallery, Londres, 2013). A Catalunya ha exposat al CCCB, dins d'una exposició monogràfica sobre Ramon Llull.